# Плоське (Мордовія)
Пло́ське (рос. Плосское, ерз. Плосское) — селище у складі Темниковського району Мордовії, Росія. Входить до складу Бабеєвського сільського поселення.
Населення — 105 осіб (2010; 131 у 2002).
Національний склад (станом на 2002 рік):
- росіяни — 90 %